# Akademisches Gymnasium
L’Akademisches Gymnasium ("ginnasio accademico") è il più antico ginnasio di Vienna. È una scuola superiore di indirizzo umanistico.

## Storia

### Collegio dei Gesuiti
L’Akademisches Gymnasium fu fondato nel 1553 per volontà dell'imperatore Ferdinando I e affidato alla Compagnia di Gesù, ispirata ai principi dell'Umanesimo e della Controriforma. Le lezioni erano in latino: accanto allo studio delle lingue classiche, aveva ampio spazio l'educazione religiosa e quella volta alla formazione del carattere. A quel tempo l’Akademisches Gymnasium era ospitato nei locali del convento domenicano nel centro storico (Innere Stadt), di fronte alla vecchia sede dell'Università, ora Accademia austriaca delle scienze.

### L'Illuminismo
Nel 1773 Papa Clemente XIV sciolse la Compagnia di Gesù. Questo evento portò alla riorganizzazione del corpo insegnante e degli obiettivi pedagogici. La direzione dell’Akademisches Gymnasium fu perciò affidata agli scolopi.

### L'Ottocento
Nell'ambito della riforma scolastica del 1849 vennero varati i programmi che previdero un corso di studi di otto anni che terminasse con l'esame di maturità. Nel 1866 il ginnasio fu trasferito nella sede di Beethovenplatz, in prossimità dell'Innere Stadt.

### Il Novecento
Durante il primo dopoguerra il ginnasio rischiò la chiusura a causa della diminuzione del numero di allievi. Nel 1938 infatti, in seguito all'Anschluss, gli studenti e tre docenti ebrei furono espulsi dalla scuola, mentre altri si ritirarono: conseguentemente il numero di studenti diminuì quasi del 50%.

## Struttura
Il programma scolastico è basato sull'educazione linguistica comprendente altresì l'insegnamento del latino e del greco antico.